# رؤیا طلوعی
رؤیا طلوعی (زاده ۱۳۴۵)، روزنامه‌نگار ایرانی و یکی از مدافعان حقوق بشر و طرفدار حقوق زنان است. او در حال حاضر در ایالات متحده آمریکا به سر می‌برد.
طلوعی در سال ۱۹۶۶ در شهر بانه از استان کردستان در مرز غربی ایران زاده شد. او دبیرستان را در بانه خواند و دکترای علوم آزمایشگاهی خود را از دانشگاه فردوسی مشهد دریافت کرد.
طلوعی سردبیر ماهنامه مجله راسان در در سنندج بود که دربارهٔ موضوعات زنان به زبان کردی منتشر می‌شد و در سال ۲۰۰۵ به وسیله قوه قضائیه ایران تعطیل شد. طلوعی همچنین برپاکننده و پشتیبانی‌کننده انجمنی از زنان در استان کردستان و عضو انجمن جهانی قلم است.